# Gà lôi Blyth
Tragopan blythii là một loài chim trong họ Phasianidae.
Tên gọi gà lôi Blyth là để tưởng nhớ Edward Blyth (1810-1873), nhà động vật học tiếng Anh và người phụ trách Bảo tàng Hội Bengal châu Á.